# Pholadomya
Pholadomya is een geslacht van mollusken, dat fossiel bekend is vanaf het Laat-Trias.

## Beschrijving
Deze tweekleppige heeft een ruwe schelp, die bedekt is met meerdere knobbeltjes. De radiaire ribben zijn centraal op de klep het sterkst vertegenwoordigd en doorkruisen onduidelijke concentrische richels. Het smalle slot bevat geen tanden. De buitenwand van de schelp lost meestal op, waardoor de steenkern slechts nog met parelmoer is bedekt. De lengte van de schelp bedraagt ongeveer 4 cm.

## Leefwijze
Dit geslacht bewoonde ondiepe zeeën in zand- en modderbodems. De huidige soorten bewonen diepere wateren.

## Soorten
- Pholadomya candida G. B. Sowerby I, 1823
- Pholadomya neozelanica Hutton, 1885 †